# La sfida (film)
La sfida è un film del 1958, primo lungometraggio diretto da Francesco Rosi, vincitore del Leone d'argento alla 19ª Mostra internazionale d'arte cinematografica di Venezia del 1958 e di tre Nastri d'argento nel 1959.

## Trama
Vito Polara abita in uno dei tanti quartieri poveri di Napoli, dove i segni dei bombardamenti della seconda guerra mondiale sono ancora evidenti. Per sopravvivere pratica il contrabbando di sigarette insieme a Gennaro e Raffaele. Una mattina, i soci tornano a riferire a Vito che non è stato possibile il consueto “traffico” a causa dell'appostamento della Guardia di Finanza per cui essi hanno deciso di acquistare, per pagarsi il noleggio del camioncino, un carico di zucche e zucchine dai contadini.
Vito inizialmente si arrabbia, ma ben presto capisce che l'azzardo dei due soci si può trasformare in un ottimo affare. Interviene a modificare il prezzo di vendita, dopo aver udito, dai discorsi dei suoi stessi parenti, quali erano i prezzi correnti del mercato, e riesce a quadruplicare i suoi introiti anche grazie al fatto che, proprio nei giorni precedenti, c’è stato uno sciopero che ha svuotato i mercati da tutti i prodotti ortofrutticoli. Decide di abbandonare il contrabbando di sigarette e di intraprendere una nuova attività: il commercio dei prodotti ortofrutticoli. Noleggia un'automobile insieme ai suoi compari per andare alla ricerca di contadini che gli vendano i loro prodotti nell'entroterra napoletano.
Molti però rifiutano di vendere al primo che capita, tranne un certo Antonio, che però sparisce sequestrato dagli uomini di un boss locale. Vito, che ignora le regole della camorra rurale, avvicinato da uno degli uomini del boss decide di incontrarlo. L'incontro avviene nel cortile della trattoria del paese, dove Don Salvatore Aiello in compagnia dei suoi affiliati è in attesa di consumare il pranzo per la festa cittadina. Vito, nel rivedere Antonio, il contadino che prima gli aveva dato parola di vendergli i suoi prodotti, si dirige contro di lui e nella lotta che ne consegue lo scaglia addosso a Don Salvatore, che estrae la pistola ma viene bloccato dal fratello Ferdinando.
Don Salvatore esce di scena mentre il fratello cerca di convincere Vito a ragionare sulle sue scelte. La processione di paese interrompe la discussione, ma ormai Vito ha capito che deve accettare le regole di Don Aiello. Tempo dopo dal balcone di casa si accorge delle attenzioni di una ragazza del quartiere, Assunta. Lei lo attira sulle terrazze del casamento dove vengono scoperti dalla madre e da una lavandaia. Vito promette di sposarla e lo farà senza badare a spese, forte della posizione che si è creato da quando collabora con Aiello.
Durante una riunione con Aiello e i suoi uomini viene deciso che per una settimana non si deve caricare la merce per i mercati ortofrutticoli, per farne aumentare il prezzo. Vito non è d'accordo perché nel frattempo si è indebitato per l'imminente matrimonio, ma il suo parere non viene preso in considerazione dagli altri. Decide ugualmente di caricare la merce all'insaputa di tutti; la sua ingenuità lo porta a contrapporsi per la seconda volta a Don Salvatore Aiello.
Il giorno del matrimonio tra gli invitati mancano Ferdinando e Salvatore Aiello con tutti i suoi uomini. È il segnale: la vendetta dei fratelli Aiello può avere inizio. Durante il banchetto Vito viene informato che il carico di pomodori è stato bloccato dagli uomini di don Salvatore. Lascia il banchetto e si dirige verso la campagna, dove dopo un duro scontro riesce a liberare il camion e a portarlo al mercato ortofrutticolo. Ma al mercato ad attenderlo c'è anche Salvatore Aiello, che lo uccide per vendicarsi dello sgarro subito.

## Curiosità
- Il film è liberamente ispirato alla storia del boss della Camorra Pasquale Simonetti, conosciuto come Pasquale ‘e Nola e di sua moglie Assunta Maresca.[2]